# Povestitorul (Star Trek: Deep Space Nine)
„Povestitorul” (titlu original: „The Storyteller”) este al 14-lea episod din primul sezon al serialului TV american științifico-fantastic Star Trek: Deep Space Nine. A avut premiera la 2 mai 1993.
Episodul a fost regizat de David Livingston după un scenariu de Kurt Michael Bensmiller și Ira Steven Behr bazat pe o poveste de Kurt Michael Bensmiller.

## Prezentare
Miles O'Brien este recrutat pentru a salva un sat Bajoran de amenințarea distrugătoare a unei misterioase creaturi sub formă de nor. 

## Actori ocazionali
- Aron Eisenberg - Nog
- Kay E. Kuter - Sirah
- Lawrence Monoson - Hovath
- Gina Philips - Varis Sul
- Jim Jansen - Faren
- Jordan Lund - Woban